# Bakijski Uniwersytet Słowiański
Bakijski Uniwersytet Słowiański (azer. Bakı Slavyan Universiteti) – publiczna uczelnia w Baku w Azerbejdżanie, skupiająca się na nauczaniu języków słowiańskich, szczególnie na języku rosyjskim.

## Historia
Bakijski Uniwersytet Słowiański powstał z inicjatywy prezydenta Azerbejdżanu, Heydəra Əliyeva w 2000 roku z byłego Instytutu Pedagogicznego z Językiem i Literaturą Rosyjską, który to powstał w 1945 roku.
3 lipca 2009 tytuł doktora honoris causa uczelni otrzymał Prezydent Rzeczypospolitej Polskiej, Lech Kaczyński.

## Wydziały
- Wydział Stosunków Międzynarodowych i Studiów Regionalnych
- Wydział Tłumaczeń
- Wydział Pedagogiczny
- Wydział Filologiczny
- Wydział Dziennikarstwa
- Wydział Kształcenia Zawodowego
- Wydział Twórczości